# Ukaz

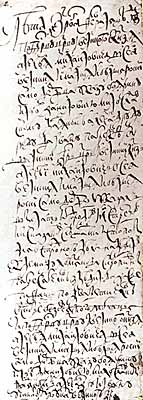
Exemplo de ukaz, emitido em 1663 por Aleixo da Rússia tratando da fundação da cidade de Bogoroditsk, no Oblast de Tula.

O ukaz (em russo:  указ, pl. указы, transl. ukazy) é um ato normativo no direito russo e sérvio. No Império Russo, era uma proclamação do czar, do governo ou de um líder religioso (e.g. o Patriarca de Moscou) com força de lei. Na terminologia do Direito Romano, o ukaz equivaleria ao édito ou decreto.

## Na Rússia
O primeiro ukaz apareceu durante o reinado do príncipe André III de Vladimir-Susdália, no início do século XIV. Em seus primeiros séculos, o ukaz se tornou o nome não apenas de um dos mais altos atos jurídicos emitidos pelo czar, mas também pelo Sínodo e pelo Senado.
Em 1810, com a criação do Conselho de Estado, ao assumir a Câmara Alta da Legislatura, surgiu o instituto do "ukaz nominal" (em russo:  именной указ) do czar como instrumento jurídico supremo. Após a Revolução Russa, as proclamações governamentais de amplo impacto em geral passaram a receber o nome francês de dekret, temporariamente se ostracizando o termo ukaz como antiquado e imperial. O termo, contudo, foi reabilitado pela Constituição soviética de 1936 e as respectivas constituições das repúblicas autônomas (e.g. a Constituição russa de 1937), que restituíram o ukaz enquanto decreto do Presidium do Soviete Supremo.
O ukaz permanece sendo utilizado na Federação Russa, como decreto presidencial com força de lei, mas incapaz de alterar a regulação legal preexistente e podendo ser suplantado por leis aprovadas pela Assembleia Federal.

## Na Sérvia e Iugoslávia
O ukaz (em sérvio:  указ, pl. укази, transl. ukazi) apareceu no Principado da Sérvia durante o reino de Milosh I. No Reino da Sérvia, o ukaz real era o ato legislativo mais alto, ainda que tendo seu poderio contrabalanceado pelo Conselho dos Ministros, e assim continuou durante o Reino da Iugoslávia, mas tornou-se ainda mais autoritativo durante a Ditadura de 6 de Janeiro, na qual o Rei Alexandre I governava autoritativamente através de ukazi, tendo ampliado seus próprios poderes através de uma nova constituição. Os ukazi se tornaram atos administrativos mais limitados e formais do Presidium na República Socialista Federativa da Iugoslávia, e assim se continuaram nas atuais Sérvia e República Sérvia.